# Kiekko-Espoo
Kiekko-Espoo (w skrócie K-Espoo) – fiński klub hokeja na lodzie z siedzibą w Espoo.

## Historia
W latach 1984–1998 klub funkcjonował jako Kiekko-Espoo ry. W latach 1987–1990 głównym trenerem zespołu był Jarmo Tolvanen. Od 1990 do 1991 trenerem drużyny do lat 18 był Pekka Rautakallio. Drużyna występowała w najwyższej klasie rozgrywkowej do sezonu SM-liiga (1997/1998) włącznie. Od 1998 jego następcą był Espoo Blues Hockey Oy. W latach od 1998 do 2016 w Kiekko-Espoo działały drużyny juniorskie.
W 2018 powstał Kiekko-Espoo Oy. W sezonie Suomi-sarja 2018/2019 drużyna dotarła do półfinału ligi. W kolejnej edycji tych rozgrywek 2019/2020 zawodnicy Kiekko-Espoo zajęli pierwsze miejsce w sezonie zasadniczym, zaś w trakcie play-off (półfinał) sezon został przerwany i niedokończony z powodu pandemii COVID-19. W 2020 powiększono skład wyższej ligi Mestis i włączono do niej m.in. Kiekko-Espoo.
W maju 2021 ogłoszono, że głównym trenerem drużyny został Kim Hirschovits, do sztabu wszedł Kurtis McLean, a trenerem bramkarzy został Rolf von Hedenberg.

## Sukcesy
- Brązowy medal Suomi-sarja: 2019
- Finał Pucharu Finlandii: 2021
- Srebrny medal Mestis: 2022
- Puchar Finlandii: 2022
- Złoty medal Mestis: 2023

## Zawodnicy
Klub Espoo Blues, jako kontynuator tradycji Kiekko Espoo, zastrzegł numery byłych hokeistów tego zespołu:
- 10 – Jere Lehtinen[3]
- 33 – Timo Hirvonen

W sezonie 1994/1995 w klubie występował Polak Mariusz Czerkawski. W siedmiu meczach zdobył 12 pkt (9 goli i 3 asysty).